# Ментана
Ментана (итал. Mentana) је насеље у Италији у округу Рим, региону Лацио.
Према процени из 2011. у насељу је живело 17047 становника. Насеље се налази на надморској висини од 157 м.

## Становништво
Према резултатима пописа становништва 2011. у општини је живело 20.772 становника.
| 1936. | 1951. | 1961.  | 1971.  | 1981.  | 1991.  | 2001.  | 2011.  |
| ----- | ----- | ------ | ------ | ------ | ------ | ------ | ------ |
| 4.100 | 6.398 | 10.564 | 16.645 | 24.775 | 30.360 | 16.288 | 20.772 |